# Tomas Kirsipuu
Tomas Kirsipuu es un exciclista profesional estono, nacido en Tartu el 14 de abril de 1964.
Debutó como profesional con el equipo español Kelme en 1989. Fue profesional solamente durante esa temporada.
Su actuación más destacada como profesional fue la segunda plaza obtenida en la Euskal Bizikleta, obteniendo una segunda plaza en la segunda etapa, con final en Mondragón y solamente superado por el belga Jozef Lieckens.
Es el hermano mayor del también ciclista profesional Jaan Kirsipuu, ganador de cuatro etapas en el Tour de Francia, entre otros muchos éxitos.

## Palmarés
No consiguió victorias como profesional.

## Equipos
- Kelme (1989)